# Otton Czeczott

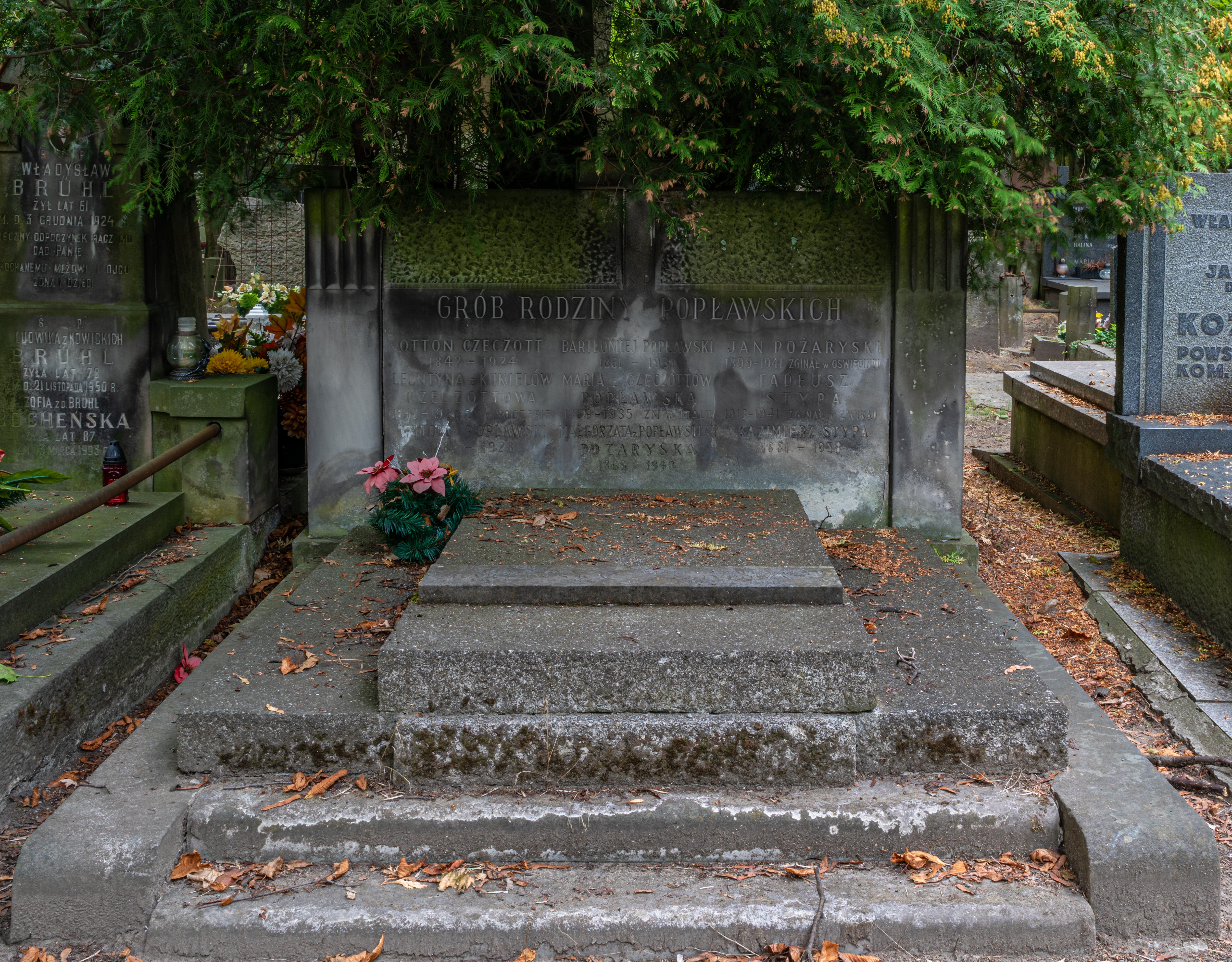
Grób rodziny Popławskich na cmentarzu Powązkowskim, w którym pochowany jest Otton Czeczott

Otton Dionizy Antoni Czeczott (ros. Оттон Антонович Чечотт, ur. 9 października?/21 października 1842 w Dniesinie, zm. 8 października 1924 w Warszawie) – polski i rosyjski lekarz psychiatra.

## Życiorys
Urodził się w Dniesinie w guberni mohylewskiej (według innych źródeł miejscem urodzenia była miejscowość Prunst w tejże guberni). Jego ojcem był Antoni Czeczott, nazwisko panieńskie matki brzmiało Rosseter. Brat Wiktor (1846–1917) był krytykiem muzycznym i kompozytorem. Po ukończeniu gimnazjum w Witebsku podjął studia medyczne na Uniwersytecie Moskiewskim, po III kursie przeniósł się na Wojskową Akademię Medyko-Chirurgiczną w Petersburgu, gdzie był uczniem Jana Balińskiego. W 1865 roku ukończył studia nagrodzony srebrnym medalem. Od 1866 ordynator w Szpitalu św. Mikołaja Cudotwórcy. W 1876 roku otrzymał tytuł doktora medycyny. Od 1877 profesor chorób nerwowych na wyższych żeńskich kursach lekarskich w Petersburgu. Od 1882 wykładał psychiatrię i neurologię. W 1881 mianowany dyrektorem Szpitala św. Mikołaja Cudotwórcy. Członek i przewodniczący (1910-1913) Polskiego Towarzystwa Lekarskiego w Petersburgu. Przez dwadzieścia lat praktykował jako lekarz uzdrowiskowy w Piatigorsku. W tym czasie przedsięwziął kilka wypraw naukowych na pobliskie lodowce (Dewdorak, Cej). Po I wojnie światowej przeniósł się do Warszawy, gdzie zmarł. Pochowany jest na cmentarzu Powązkowskim (kwatera 99, rząd 6, miejsce 22/23).
Żonaty z Leontyną z Kukielów (1849–1920). Mieli córkę Marię po mężu Popławską (1870–1936), rzeźbiarkę, syna Henryka (1875–1928), profesora Akademii Górniczej w Krakowie, i syna Alberta (1873–1955), profesora Politechniki Warszawskiej.

## Wybrane prace
- О гальванизации симпатического нерва у человека и терапевтическое ее значение. Дисс. СПб., 1876
- К вопросу об освидетельствовании душевнобольных с целью учреждения над ними опеки. СПб., 1887
- К проекту устройства в Новознаменской даче колонии для умалишенных хроников. СПб., 1892
- Отчет о льготном лечении неимущих больных в Пятигорске в сезон 1902 года и некоторые рассуждения по этому поводу. СПб., 1903
- Zarys działalności naukowo-społecznej i obywatelskiej śp. prof. Dra Jana Mierzejewskiego. Nowiny Lekarskie 20 (7), ss. 460-464, 1910
- Памяти И.М. Балинского: Речь, произнес. в заседании О-ва психиатров, посвящ. памяти И.М. Балинского проф. О.А. Чечотта. СПб., 1910
- К развитию призрения душевнобольных С.-Петербургским общественным управлением. 1884-1912 г. СПб., 1914